# Río Guerrero Negro
El Río Guerrero Negro (Black Warrior River en inglés) es una vía fluvial en el centro-oeste de Alabama en el sureste de los Estados Unidos. El río nace en el extremo sur de las Tierras Altas de los Apalaches y fluye 178 millas (286 km) hasta el río Tombigbee, del cual el Guerrero Negro es el principal afluente. El río lleva el nombre del jefe supremo de la Cultura Misisipiana Tuskaloosa, que traducido del Muskogueano significa "Guerrero Negro". El Guerrero Negro está confinado a lo largo de casi todo su curso por una serie de esclusas y presas para formar una cadena de embalses que no solo proporcionan un camino para una vía navegable interior, sino que también producen energía hidroeléctrica, agua potable y agua industrial.
El río fluye a través de la Cuenca del Guerrero Negro, una región históricamente importante para la extracción de carbón y metano. Las ciudades de Tuscaloosa y Northport crecieron a la cabeza histórica de navegación en la línea de caída entre las Tierras Altas de los Apalaches (específicamente, la meseta de Cumberland) y la llanura costera del Golfo. Birmingham, aunque no directamente esta sobre el río, se convirtió en un centro de fabricación y una de las ciudades más grandes del sur mediante el uso del río Guerrero Negro en una pequeña parte para el transporte de mercancías. Birmingham en realidad creció alrededor de una importante unión de ferrocarriles norte-sur y este-oeste, tal como lo hizo Atlanta.
En general, la cuenca del Guerrero Negro tiene un área de 6.275 millas cuadradas (16 250 km²).

## Curso

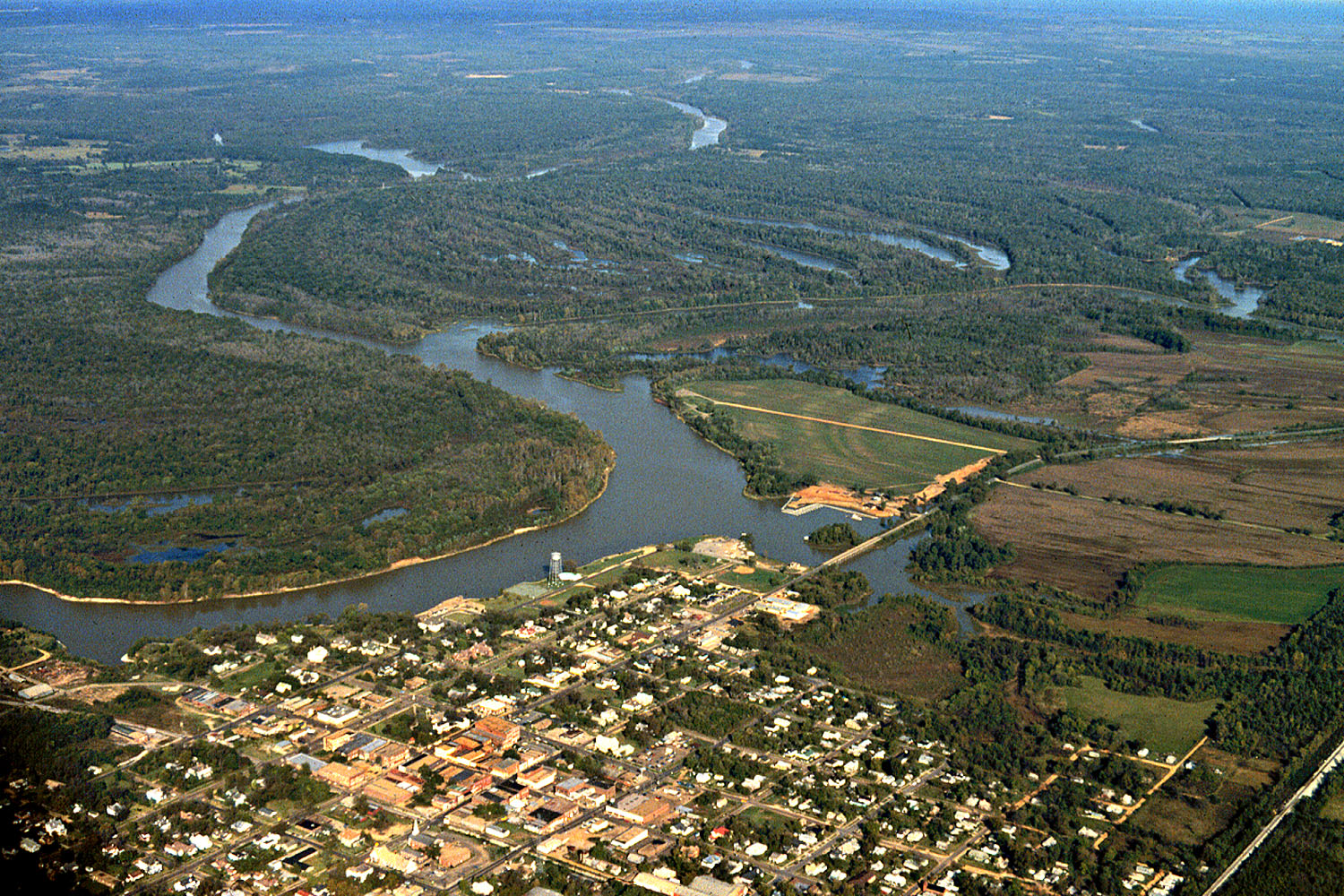
Vista aérea de Demopolis, Alabama, EE. UU. En el centro se ve la confluencia del río Guerrero Negro con el río Tombigbee

El río Guerrero Negro se forma alrededor de 22 mi (40 km) al oeste de Birmingham por la confluencia del Mulberry Fork y el Locust Fork del Guerrero Negro, que se unen como brazos del Lago Bankhead, un embalse estrecho en la parte superior del río formado por la presa del Bankhead. El Lago Bankhead desemboca directamente en el Lago Holt, formado por la presa del Holt, que a su vez desemboca en Lago Oliver, formado por la presa del Oliver. Estos tres embalses abarcan todo el curso del río en sus 60 millas superiores (80 km) que se extiende hacia el sureste hasta el centro del Condado de Tuscaloosa y Tuscaloosa, la ciudad más grande del río. Pasando la presa Oliver, inmediatamente al oeste del centro de Tuscaloosa, el Guerrero Negro fluye generalmente hacia el sur en un curso muy serpenteante, uniéndose al río Tombigbee desde el noreste en Demopolis. Las 30 millas inferiores (48 km) del río forman parte del largo y estrecho lago Demopolis.
El río Guerrero Negro recibe su afluente más grande, el río Norte, desde el norte aproximadamente a una milla (1,6 km) al noreste de Tuscaloosa. El río Norte fue represado en 1968 para formar el lago Tuscaloosa, y es la principal fuente de agua potable para las ciudades, pueblos y áreas no incorporadas del condado de Tuscaloosa.

## Cruces
Fuera del condado de Tuscaloosa, solo existen tres cruces vehiculares del río Guerrero Negro. Dentro del condado de Tuscaloosa hay siete, aunque ninguno río arriba del puente Paul Bryant en Tuscaloosa.

## Historia
Los nombres del río han variado a lo largo del tiempo, entre esos nombres se incluyen el río Apotaka Hacha, el río Bance, el río Canebrake o Coinbrake, el río Chocta, el río Pafallaya, el río Patagahatche, el río Tascaloosa, el río Tuskaloosa y el río Guerrero.
Históricamente, el río se llamaba río Guerrero por encima de Tuscaloosa y río Guerrero Negro por debajo de Tuscaloosa. Aunque no es oficial, esta convención de nomenclatura todavía es utilizada por el público y, ocasionalmente, por agencias gubernamentales. Sin embargo, el nombre oficial de todo el río desde el lago Bankhead hasta el sur es río Guerrero Negro. 
Para desarrollar las industrias del carbón del centro de Alabama, el gobierno de los Estados Unidos en la década de 1880 comenzó a construir un sistema de esclusas y presas que concluyó en 17 embalses. Las primeras 16 esclusas y presas se construyeron con arenisca extraída de las orillas del río y del lecho del río. Se moldearon a mano enormes bloques de piedra con martillo y cincel para construir las esclusas y las presas, y algunas de estas presas estuvieron en servicio hasta la década de 1960. Un ejemplo de la artesanía de las cerraduras de piedra se encuentra en University Park en Jack Warner Parkway en Tuscaloosa. La pared lateral del banco de la Esclusa 3 (luego renumerada Esclusa 12 y hoy en gran parte desmontada) es el último remanente de las antiguas presas hechas de esta piedra labrada de las décadas de 1880-90. Una presa de hormigón terminada en 1915, la Esclusa 17 (Esclusa y presa John H. Bankhead) es la última y única existente de las presas originales, y se ha modernizado a lo largo de los años con la adición de compuertas de aliviadero y el reemplazo de la presa de dos etapas. Levante con un bloqueo de elevación simple más grande. La esclusa 17 y la presa Holt también tienen plantas de energía hidroeléctrica propiedad de Alabama Power Company que suministran electricidad a las áreas del centro-oeste de Alabama. 
Este sistema de esclusas y presas hizo navegable el río Guerrero Negro a lo largo de todo su curso y es una de las vías fluviales canalizadas más largas de los Estados Unidos que forma parte del sistema extendido que une el Golfo de México con Birmingham. Birmingham se convirtió en el "Pittsburgh del Sur", enviando productos de hierro y acero a través del río Guerrero Negro a través del Canal de Panamá a la costa oeste de los Estados Unidos y el mundo. El carbón de alta calidad se transporta a Mobile y luego se envía a todo el mundo, lo que convierte a Mobile en el puerto de carbón más grande de los estados del sudeste. La extracción y producción de carbón en el centro-oeste de Alabama es uno de los empleadores más importantes y es probable que continúe siendo importante para las necesidades energéticas del mundo. 
Hoy en día, una grave amenaza para el río Guerrero Negro es la sedimentación, cuyas causas principales son los proyectos de desarrollo, las operaciones de tala y minería, y la construcción y mantenimiento de carreteras.

## Galería

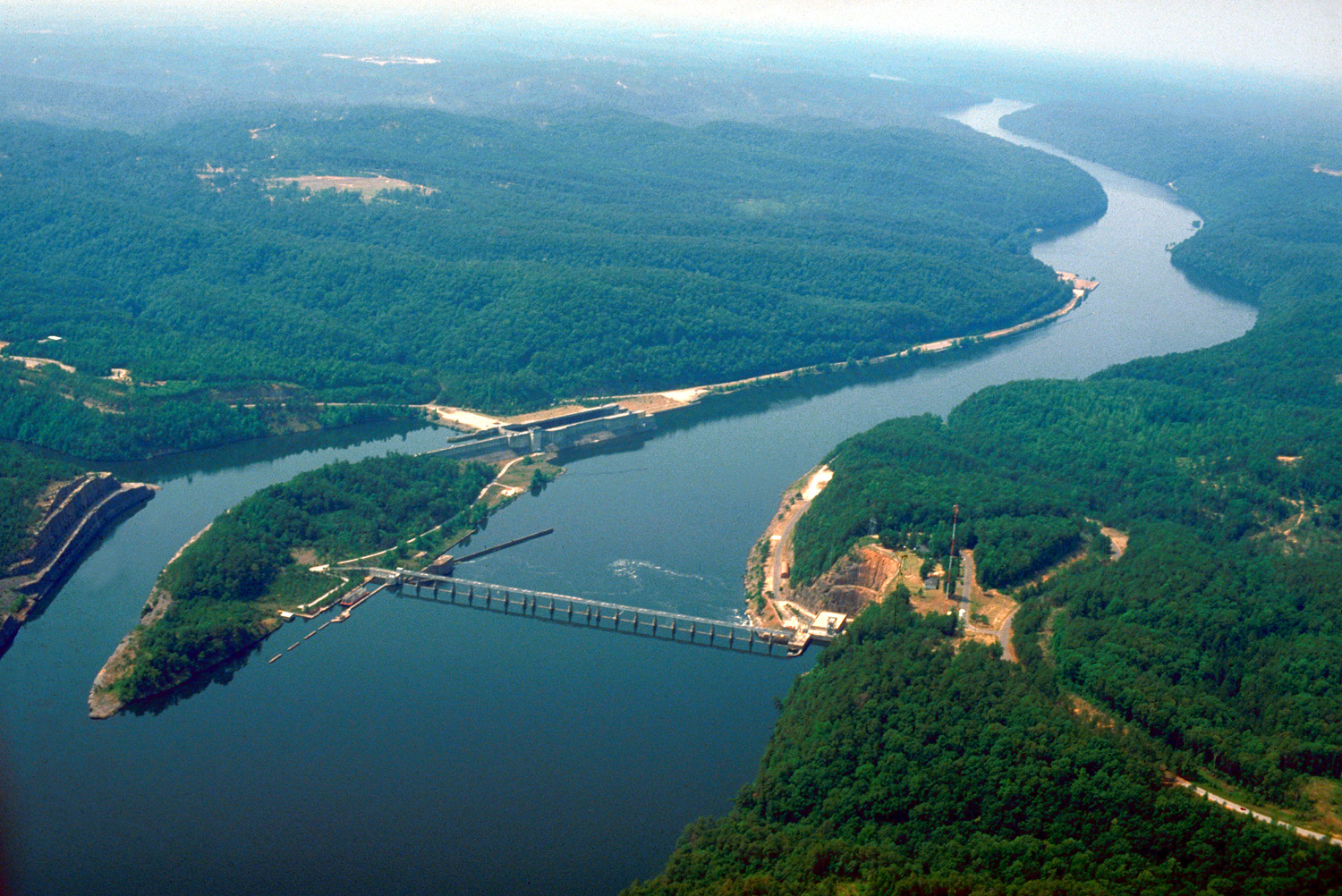
Esclusa y presa de Bankhead, incautación del lago Bankhead en el Condado de Tuscaloosa.
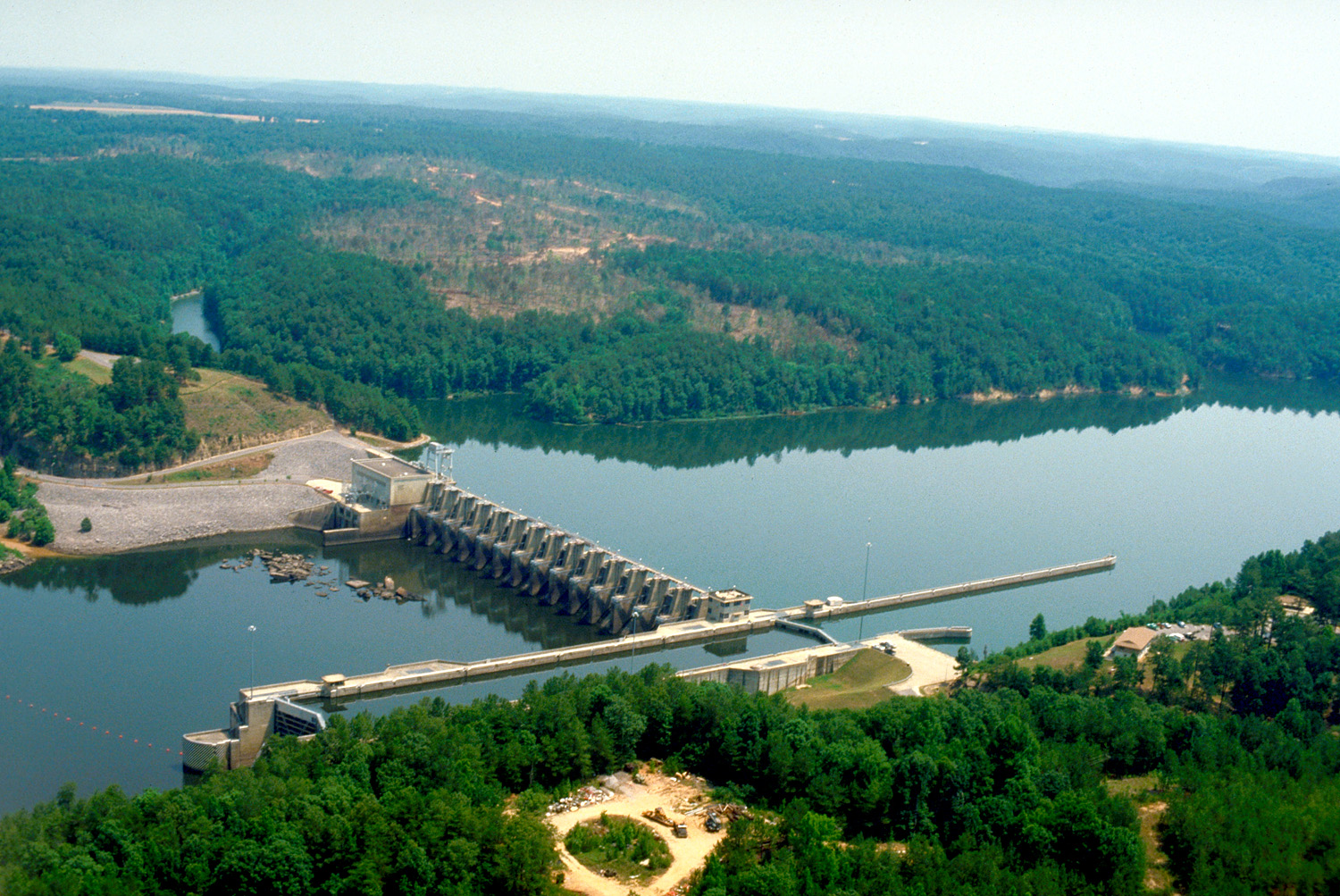
Esclusa y presa de Holt, incautación del lago Holt en el Condado de Tuscaloosa.
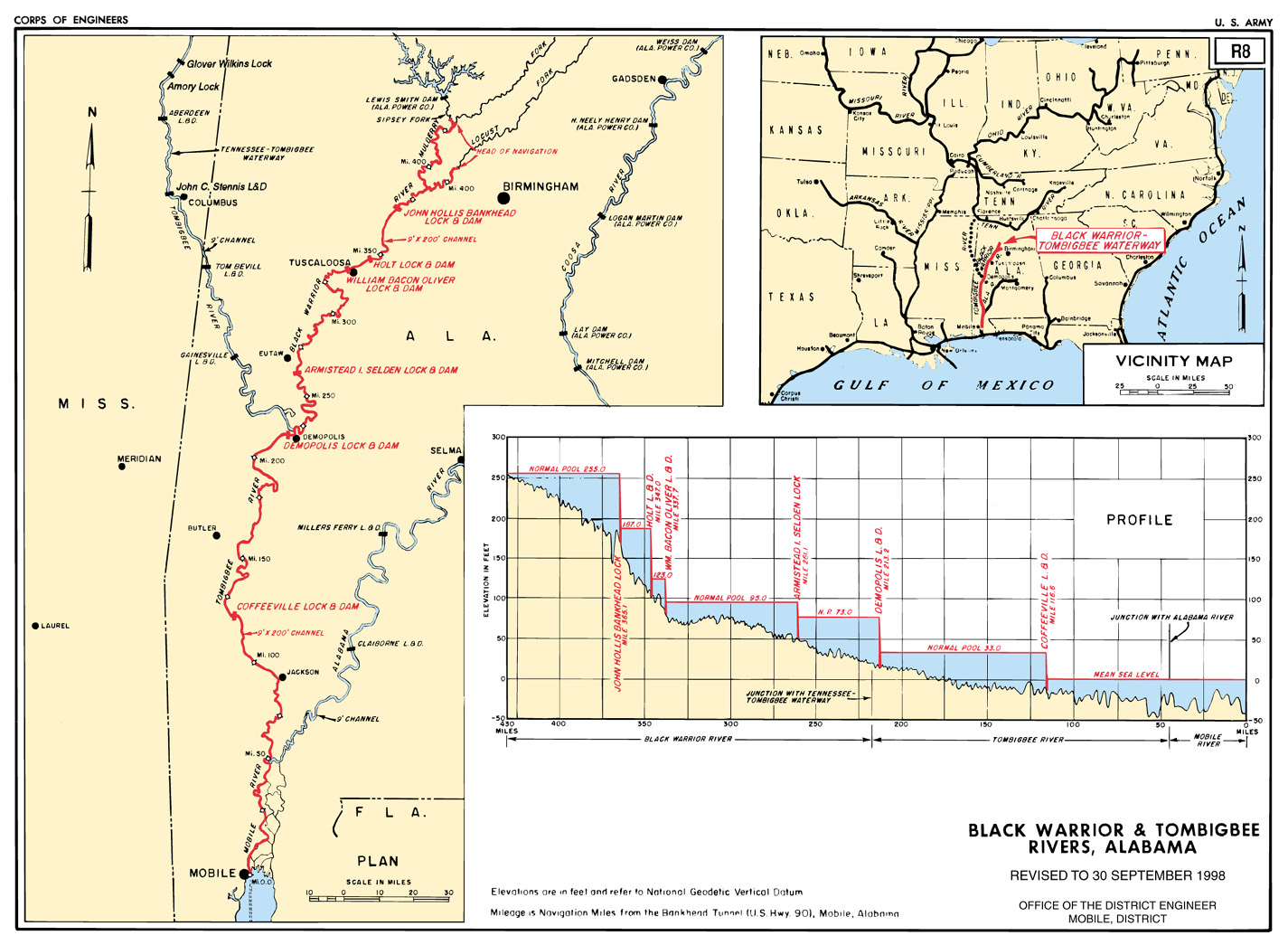
Estudio del Cuerpo de Ingenieros del Ejército de Estados Unidos sobre los ríos Guerrero Negro y Tombigbee